# 凤凰卫视

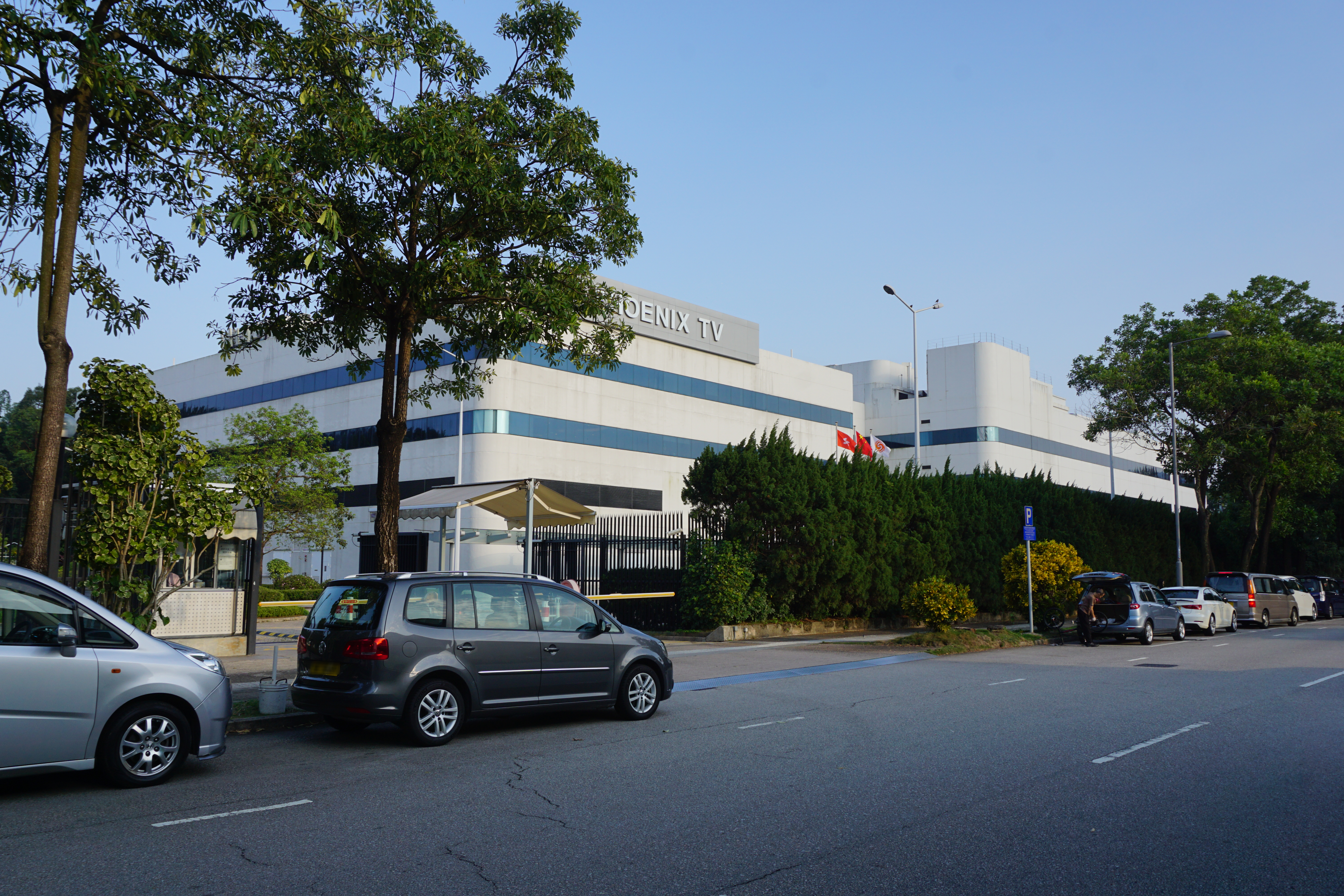
凤凰卫视香港总部位於大埔創新園

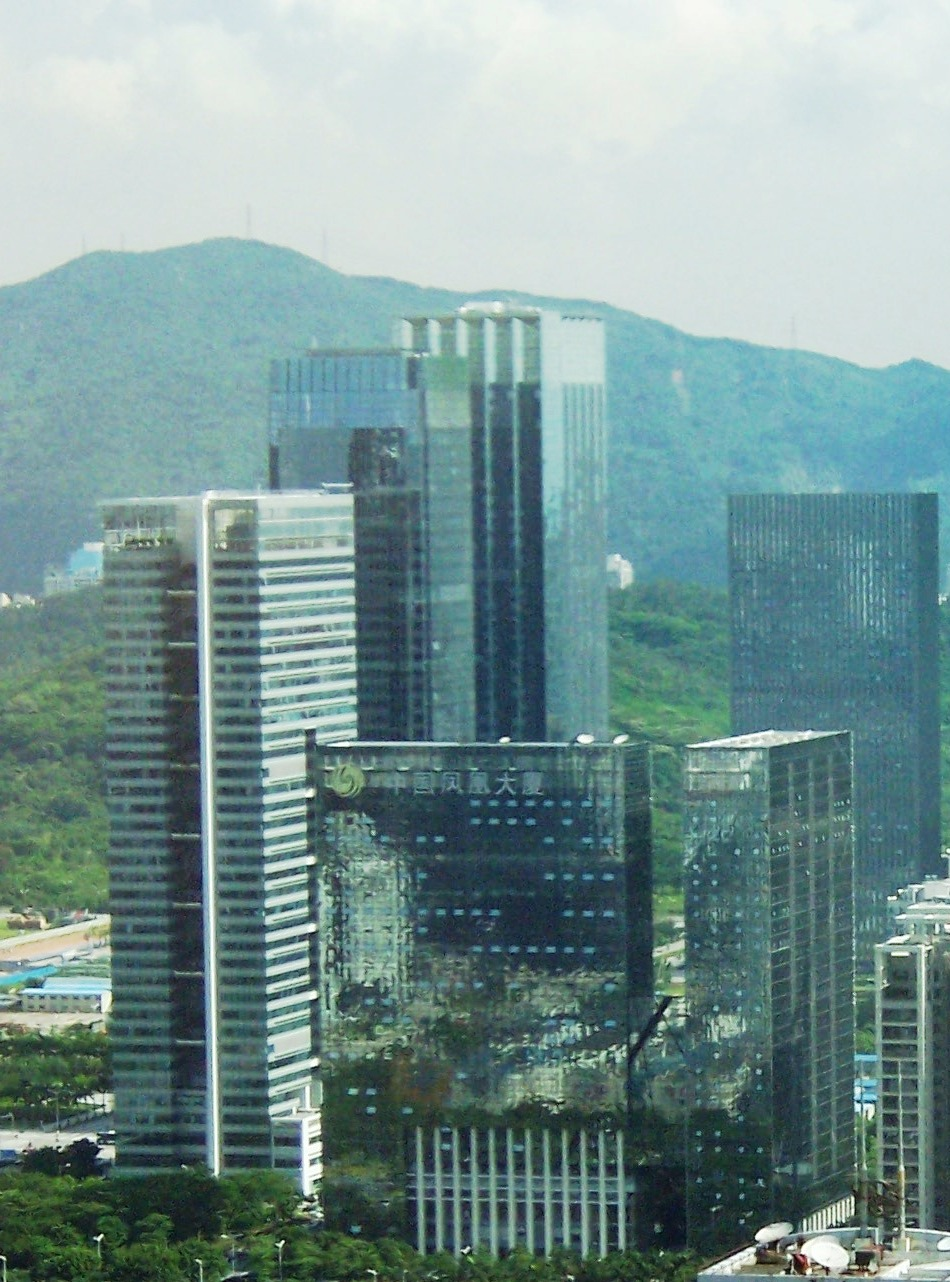
凤凰卫视深圳基地的所在地——中國鳳凰大廈

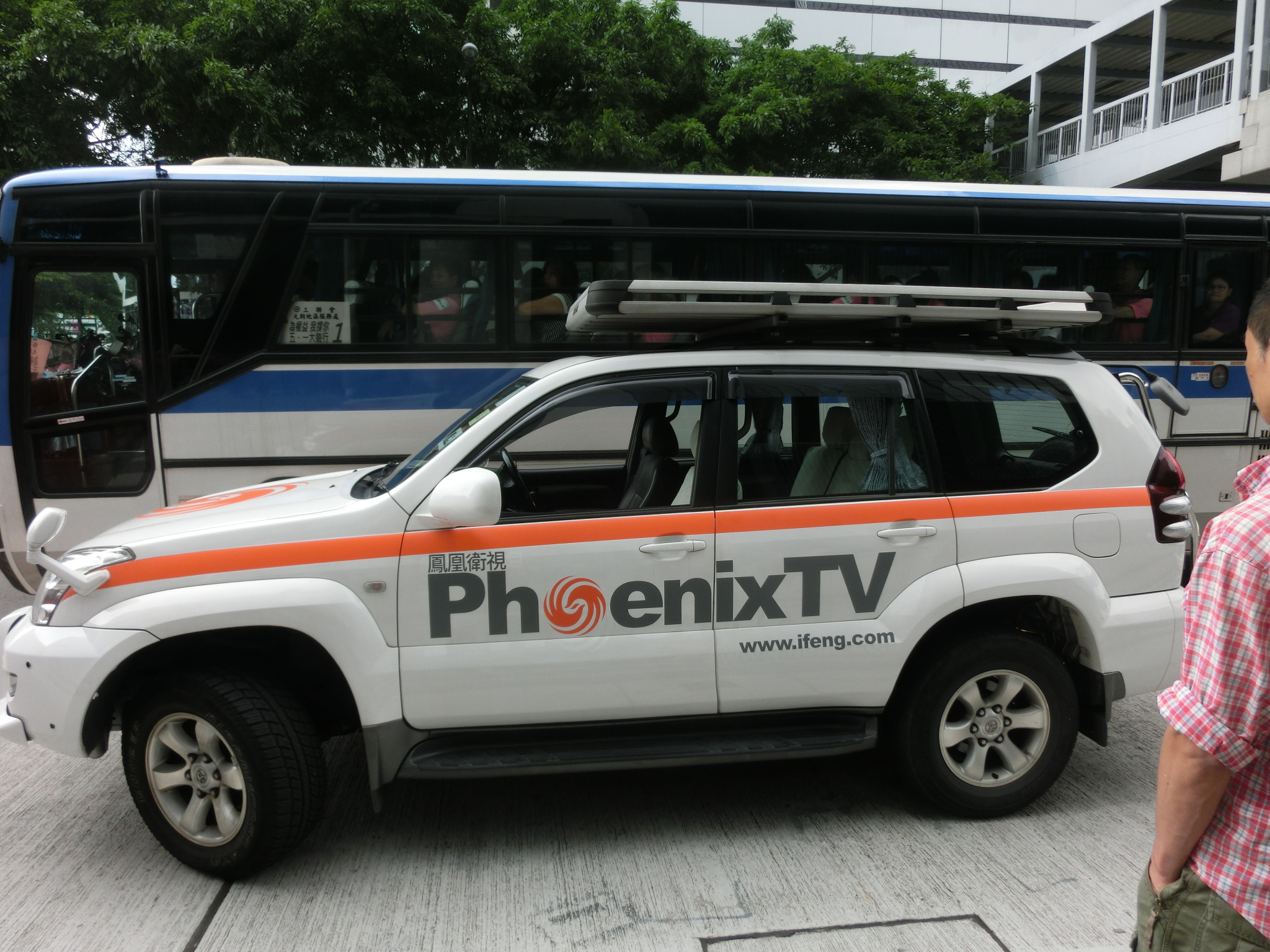
凤凰卫视记者采访车

鳳凰衛視投资（控股）有限公司（港交所：02008），简称凤凰卫视（英語：Phoenix TV），是以全球华人为主要目标受众的跨国传媒机构，总部位于香港，在北京鳳凰中心、深圳中国凤凰大厦设有北京总部、深圳管理总部，在上海、東京、倫敦、巴黎、紐約、華盛頓、洛杉磯、悉尼、莫斯科、德黑蘭設有記者站。公司目前擁有六個衛星電視頻道，業務擴展至互聯網媒體、戶外媒體、出版和教育等多元化領域，於2000年6月30日在香港創業板掛牌上市，2008年转至香港交易所主板上市，旗下经营互联网媒体业务的凤凰新媒体（：FENG）于2011年在纽约证券交易所上市。鳳凰衛視在香港以「非本地電視節目服務」牌照运营，是极少數獲得中國大陸部分地區落地權的境外媒體，其最大股東為香港紫荆文化集团。

## 简介
据创办人劉長樂介绍，“凤凰卫视”的名称“借喻凤和凰的阴阳交汇，预示东西方文化、传统现代文化的一次历史性整合”。凤凰卫视的新闻镜面比较简洁，底部跑马黄底黑字，右下角有白蓝框显示股市与汇率（股市汇率讯息和时间仅限在资讯台使用）。标bar设计随节目不同而不同，但都维持一行高度。在进行人物介绍时，往往采用竖排的介绍栏。而有重大突发新闻时，也会在屏幕右侧竖排显示新闻标题。凤凰卫视（香港台除外）的频道声由张妙阳担任。
2022年1月1日起，凤凰卫视全新改版，改为蓝背景金色包装（中文台和资讯台统一），原有的黄色跑马，右下角有白蓝框显示股市与汇率（股市汇率讯息和时间仅限在资讯台使用）已被取消。改以蓝色和红色的资讯栏上下滚动（于2023年1月1日早上七点包装背景变为白色）。

## 歷史
凤凰卫视的前身是香港卫星电视有限公司（STAR TV）旗下的卫视中文台，开播于1991年。1993年5月1日，李泽楷将衛星電視有限公司63.6%股权售予意欲开拓华语电视市场的新聞集團主席鲁伯特·默多克。1995年完成剩余股份的交易。
卫星电视有限公司随即进行改组。
1996年3月25日，经过多次谈判，由刘长乐控股的今日亚洲有限公司、中央电视台广告部（1999年出让给中银国际）下属的华颖国际有限公司与香港衛星電視有限公司共同创立香港凤凰卫视有限公司，其中刘长乐和STAR TV各占45%股份，华颖国际持股10%，由刘长乐任凤凰卫视的董事局主席及行政总裁，六天后的3月31日香港时间晚19:00，凤凰卫视中文台正式开播。
1997年初，凤凰卫视开始筹备新闻节目，于3月31日开播一周年之际推出首个时事新闻节目“时事直通车”。
1997年6月，凤凰卫视斥资1200万，首次策划主办大型活动“柯受良驾车飞越黄河”并进行全程直播。同月底鳳凰衛視中文台正式進入廣東省有線電視網。
1998年8月21日（伦敦时间），推出加密式收费电视频道鳳凰衛視電影台，购入欧洲东方卫视的股权，将其改组为鳳凰衛視歐洲台，曾任中国驻联合国外交官的邵文光担任台长。
2000年6月30日，鳳凰衛視控股有限公司在香港證券交易所創業板正式掛牌上市，集资超过港币7.8亿元。
2001年1月，凤凰卫视资讯台、凤凰卫视美洲台正式启播。同年911事件发生，凤凰卫视在华语媒体中率先报道，中文台、资讯台、欧洲台、美洲台全线并机进行了36小时直播报道，此举迅速奠定了凤凰卫视第一手报道国际突发新闻的地位，在中国民间由此出现了“大事看凤凰”一说。
2002年7月1日起，凤凰香港总部开始把一套节目用两条光缆分别送到美洲和欧洲，美洲台和欧洲台全部实现了全天24小时播出。
2003年3月，伊拉克战争开始后，凤凰卫视进行了持续25天的直播，闾丘露薇和摄影师蔡晓光冒生命危险成为首批进入巴格达采访的华人记者。
2006年3月，凤凰卫视在香港亚洲国际博览馆举行十周年台庆晚会。2006年6月，中国移动的全资子公司中国移动（香港）出资12亿港元，购入新聞集團持有的凤凰卫视19.9%股份，成为第二大股东。凤凰卫视董事局主席兼行政总裁刘长乐控股的今日亚洲有限公司为第一大股东。
2008年12月5日，鳳凰衛視轉往香港交易所主板掛牌。2009年3月30日，凤凰卫视香港总部由红磡海滨广场一座搬至位于新界大埔工业村，总投资4.5亿港币建设的新总部大楼。
2011年3月28日，鳳凰衛視旗下首个粵語頻道鳳凰衛視香港台启播。
2013年10月，新聞集團以16.75亿港元将其持有的全部凤凰卫视股份出售给全球最大私募基金公司TPG资本。至此，魯伯特·默多克不再持有凤凰卫视股份。
2014年1月1日，鳳凰衛視中文台、資訊台、香港台、歐洲台、美洲台开始高标清16:9同步播出（資訊台从2013年7月1日起开始播出高清版），亚太6号转播的凤凰卫视则压缩成4:3格式播出。
2016年9月，鳳凰衛視宣佈，旗下的鳳凰香港已於2016年5月6日向香港通訊事務管理局遞交有關數碼地面電視廣播的本地免費電視服務牌照申請，但已於翌年8月以公司業務和投資方向改變及本地免費電視服務不利市況為由撤回申請。
2018年3月7日，改名为“鳳凰衛視投资（控股）有限公司”。
2021年2月底，凤凰卫视公布人事变动消息，原上海市人民政府新闻发言人、市政府新闻办公室主任徐威获委任为公司行政总裁，原中央广播电视总台央视副总编、副台长孙玉胜出任凤凰卫视常务副总裁、总编辑，其工作向行政总裁负责。
2021年4月，凤凰卫视前大股东刘长乐已将近19亿凤凰卫视股份出售给驻港央企紫荆文化集团以及信德集团，涉及凤凰卫视已发行股本的37.93%。2021年6月22日，刘长乐正式辞任董事会主席，退出凤凰卫视。
2022年1月，凤凰卫视旗下频道统一改版，更换蓝金色包装。
2024年4月22日早上六点起，经香港通讯事务管理局批准，因香港电视广播有限公司（TVB）在香港免费地面电视85频道停播TVB無綫財經 體育 資訊台，原香港免费地面电视85频道正式改播凤凰卫视香港台（仍由TVB转播）。凤凰卫视也表示称，将对香港台展开新一轮改版。这标志着凤凰卫视正式在香港大气电波落地。

## 旗下业务

### 电视频道
| 频道   | 开播日期                                 | 停播日期              | 介紹 |
| 中文台 | 1996年3月30日 2014年1月1日（高标清同播） |                       | 主频道，主打新闻及文化节目，有时亦直接称呼为“凤凰卫视”，台标为黄色。 |
| 資訊台 | 2001年1月1日 2014年1月1日（高标清同播）  |                       | 全球最早开播的24小时华语新闻资讯频道之一，台标为蓝色圆形嵌入凤凰卫视LOGO和蓝色世界地球相交错。 |
| 電影台 | 1998年8月28日 2014年1月1日（高标清同播） |                       | 加密播放的收费电影频道，一般情况下仅对中国大陆广播，台标融合了凤凰卫视LOGO与电影胶片造型。 |
| 香港台 | 2011年3月28日 2014年1月1日（高标清同播） | 2014年3月14日（标清） | 凤凰卫视第一条以粤语为主的频道，定位全港观众和珠江三角洲地区，台标为橙红色，标注“香港台”字样。亦是凤凰卫视目前唯一一个在香港本地免费电视落地的频道。 北美播出版以華僑華人為服務對象集鳳凰衛視各頻道的內容為一身的綜合性粤语頻道，以香港台的節目為基礎部分时段插播当地节目和广告。                                                    |
| 歐洲台 | 1998年8月21日 2014年1月1日（高标清同播） |                       | 前身为欧洲东方卫视。歐洲台為歐洲華人提供华语節目，自辦欄目有《今日歐洲》及《歐洲華人快訊》，1999年在英国伦敦开播。台标为橙红色，不标注任何字样。 澳洲地区版本与澳大利亚翡翠互动中文电视平台合作，以欧洲台的節目為基礎部分时段插播当地节目和广告。 日本境内区以欧洲台的節目為基礎部分时段插播当地节目和广告，由日本株式会社大富代理。 |
| 美洲台 | 2001年1月1日 2014年1月1日（高标清同播）  |                       | 以北美洲華人為服務對象的收费电视频道，在當地自辦有《鳳凰北美新聞》等主要以時事信息及新聞為主，以生活资讯为辅的欄目，2001年在美国开播，2006年2月11日在加拿大开播。台标为橙红色，标注“美洲台”字样。 |

### 广播频率
- URadio凤凰优悦电台（已停播）

### 平面媒体
《鳳凰週刊》於2000年6月創立，是香港鳳凰衛視控股有限公司主辦，鳳凰週刊有限公司編輯出版的鳳凰衛視公司旗下的時政周刊，是少數獲得中國政府特許在中國大陸銷售的境外雜誌，該雜誌主要針對中國大陸、香港、澳門、台灣四地大中華地區以及國際事件的內容報道。《鳳凰週刊》的口號是「為全球華人提供獨立意見」。《鳳凰週刊》發行量大，但多數銷往中國大陸，在港澳地區銷量較少。

### 互联网媒体
- 凤凰新媒体：总部位于北京，包括凤凰网、凤凰新闻客户端、凤凰视频。
- 凤凰秀：总部位于香港，是凤凰卫视面向海外用户打造的新媒体客户端，提供凤凰卫视的新闻报导与直播，以及70余档凤凰卫视栏目的独家播出。
  - 香港V：鳳凰秀社交平台客户端，分享大灣區非政治的熱話及轉發警聲直播資訊。

### 户外媒体
- 凤凰都市传媒：在中国大陆超过300城市经营户外LED广告。

### 其他业务
- 凤凰数字媒体产业教育集团：联合中国高校共同设立产业性质的二级学院“凤凰数字创意学院”，在各地投资兴建凤凰数字创意产业园。
- 鳳凰數字科技：体验式数字内容解决方案供应商。
- 凤凰金融：经营互联网金融和财富管理业务。（因爆出金融暴雷而停止服务）
- 凤凰文创：经营文化創意產業，拥有金庸15部小說作品的漫畫改編製作版權。
- 鳳凰展翼：经营多媒體展覽策劃、工程、活動營銷。

## 收视情况

### 中国大陆
凤凰卫视在中国大陆拥有一定影响力和知名度。
在2000年代，中国电视界曾有“一个西瓜（中央电视台）、两个苹果（凤凰卫视、湖南卫视）、一地芝麻（各地方电视台和卫星频道）”的说法。根据美兰德信息公司调查显示，1998年凤凰卫视中文台在中国大陆的收视家庭数目约4200万户，占全国收视家庭户的13.1%。 2001年10月，凤凰卫视中文台、电影台获国家广电总局批准落地广东珠三角地区。2002年1月，鳳凰衛視資訊台获批在中国境内有限度落地。

#### 审查
早期鳳凰衛視有部分節目存在政治色彩的敏感内容。因此中国大陆有关部门在亞太6號134Ku波段設立了轉播鳳凰衛視旗下三個頻道的平台（2012年原中星6b衛星C波段停止传输），用於過濾被認為是敏感的節目，通過該平台轉播的鳳凰衛視在畫面右下角加上了白色半透明水印。随着2014年凤凰卫视频道开始以16:9比例播出后，亚太6号将其挤压传送（其他16:9的境外频道有的亦是如此；但带有4:3安全线字幕角标的16:9传输的境外频道（如BBC World News）则左右切边播出；而个别不带安全线的16:9频道的会上下黑带传送）。任何單位直接接收亞洲3S衛星上的信號源被認為是非法。經過其平台轉播的鳳凰衛視各頻道節目每當有敏感内容，即把信號切換到黄山迎客松或田园风光画面来过滤内容，但现在这一现象很少发生。凤凰卫视中文台若播出和敏感题材话题有关的节目，此时会取消原计划节目播出，原时段会改播其他节目，或足本并机凤凰卫视资讯台的新闻节目。
2017年9月12日，有观众突然反映凤凰卫视突然停播《锵锵三人行》节目，之后新浪微博该节目官微亦发布了消息“因公司节目调整，锵锵暂时停播，感谢大家多年厚爱，后会有期”，该节目停播时正逢十九大召开前夕，也引起部分网民的争议。此前新浪微博已经对该节目关键词全网屏蔽，凤凰视频网站全网下架该节目，中国大陆其他第三方視頻、音頻網站也全面下架该节目的视频（而全国各地广电有线电视网络的“凤凰专区”未受影响）。同时暂停播出的节目还有《时事辩论会》和《震海聽風錄》，另外其他節目也遭到警告和約談。截至2018年9月底，除《一虎一席談》和《軍情觀察室》外各停播節目仍未復播。

#### 香港

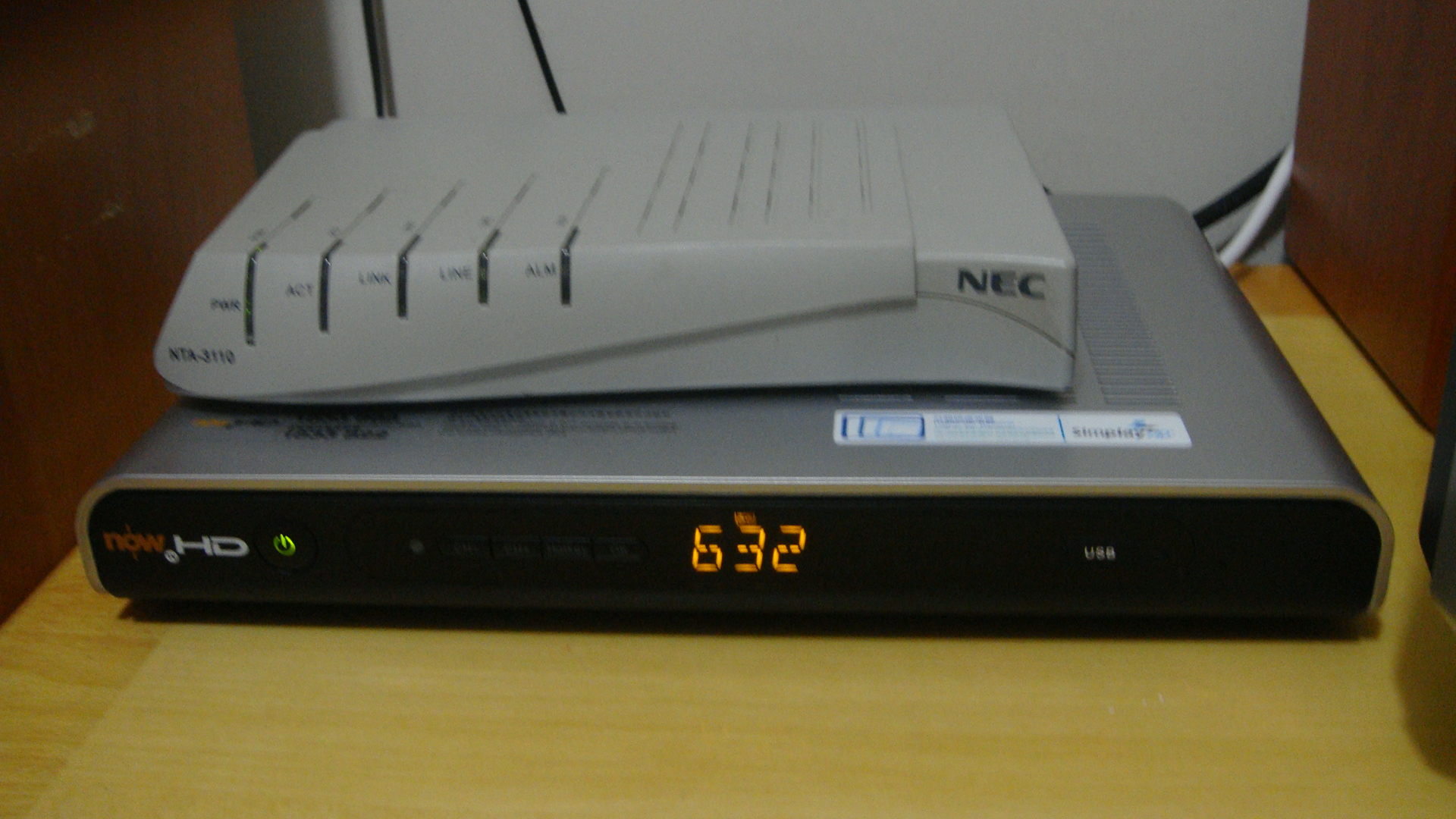
凤凰卫视的节目信号可通過香港now寬頻電視機頂盒傳播

鳳凰衛視在香港需要經電視機頂盒等方式播送節目，例如中文台、資訊台和香港台經香港四大收費電視平台傳送（見圖），其中香港台还通过香港免费数码电视85台播出（TVB转播）。另外又透過亞洲7號衛星訊號，向香港及澳門裝有衛星共用天線系統的屋苑免費開碼播放。
雖然鳳凰衛視的字幕使用繁體字，但开播初期的中文台及資訊台滾動新聞跑马就經常出現明顯的繁簡字對換錯誤，其使用的字型也不是標準的繁體中文字型，如「发现」變成「髮現」、「只是」變成「隻是」等，包括“中文台”、“资讯台”呼号文字当中的“台”也使用过繁体字「臺」，之后开始使用較標準的繁體字型。
長期以來，香港觀眾對鳳凰衛視的捧場不多。除了鳳凰衛視以中國官方形式報道國際資訊的風格之外，加上該台節目訊號遠不夠三家免費電視普及，其节目定位也和香港觀眾着力以粵語為主的民生娛樂、電視劇有很大差异。
2011年3月28日，鳳凰衞視設立以粵語廣播為主的綜合娛樂頻道－鳳凰衞視香港台，除以粵語報道香港的社會時事民生之外，並會專門針對香港政制時事製作專題節目。但其新聞取向仍較為保守，涉及香港的示威遊行，“六四”燭光晚會等事件作較簡單報導或迴避。

### 境外各地版本

#### 台灣
1996年3月31日，卫视中文台被拆分为面向大陆播出的凤凰卫视中文台和面向台湾播出的卫视中文台。两个频道在调整后最初几年仍有大量节目同步播出，例如《日本偶像剧场》《小小男子汉》等。从节目共享上讲，这一时期的卫视中文台可被视为凤凰卫视中文台的台湾版本，凤凰卫视中文台可被视为为卫视中文台的大陆版本，两个频道当时同属于香港卫星电视（STAR TV）的架构之下。极少数台湾有线电视业者原本面向台湾转播卫视中文台的频谱也由于某些原因被置换成凤凰卫视中文台。后来凤凰卫视中文台增加了新闻节目的播出比重，加之凤凰卫视中文台并未获得台湾有关部门的落地许可，相关的台湾有线电视业者逐渐终止了对凤凰卫视中文台的转播。
鳳凰衛視因為部分新闻节目用词方面具有中國官方色彩（如使用涉台宣传用语），依據中華民國官方的《臺灣地區與大陸地區人民關係條例》等法規，台湾一直拒絕其合法落地。
2000年7月鳳凰衛視為取得落地權，公司董事局主席兼行政總裁劉長樂到达台湾拜访行政院新聞局，表示希望凤凰卫视落地台湾的要求，並強調鳳凰衛視新聞客觀公正，並無特別立場，且可協助宣传台灣自由民主的观点，讓大陸民眾藉此了解台灣真貌，2001年5月，鳳凰衛視获得中華民國政府以有線電視的方式落地，但新聞局後來沒有給鳳凰衛視正式的執照，並取消了原先的決定。原因是凤凰卫视的节目亲中共。
2001年，纬来戏剧台曾转播过凤凰卫视资讯台的部分节目。这也表明凤凰卫视曾通过与台湾当地部分机构合作的方式在台湾实现部分落地。
而在2011年，中华电信MOD引进部分凤凰卫视节目。
2022年4月5日陸委會指由於媒體集團在2021年歷經股權轉換及人事變動後，經濟部認定其符合《兩岸人民關係條例》等相關規定是轉變成為中國大陸企業。而從2021年8月起，政府透過經濟部投審會向《鳳凰衛視》表明，公司資本結構不符合法律規定，但管理階層為求繼續經營而向政府協調，直至2022年3月中鳳凰台高層認為與政府談判觸礁，便通知員工將在投審會給的5月14日最後期限關台，並會全數資遣員工。不过，目前凤凰卫视仍在台湾设有记者站（名义上已裁撤），部分台湾官员采访场合不时还会出现凤凰卫视的记者话筒。

#### 欧美版
凤凰卫视美洲台及香港台北美版、欧洲台及同时涵盖澳大利亚和日本境内区，由凤凰卫视下属授权的美国洛杉矶、英国伦敦、澳大利亚悉尼、日本东京分部机构按照当地广播监管部门规定，在原香港总部广播的欧洲台、美洲台、香港台基础上插播当地新闻资讯节目和广告，澳洲版、日本版使用欧洲台节目共频，资讯台为全球通版，在欧美地区也一样会被插播广告。
而在凤凰卫视重大直播节目（例如直播性的新闻节目）和档期较长的节目（例如《全媒体大开讲》和《皇牌大放送》，一般仅在部分节与节之间）则正常播出。
曾经凤凰卫视美洲台亦会在周一至周五部分时段播出资讯型广告节目《工商百叶窗》，通常会以屏蔽短节目的形式插播，但有时会因工作人员的疏忽没有插播，导致该节目顺延至下一个可以插播的节目预告片时段播出。因为在节目预告片时段（在节目节与节之间）进行插播，所以节目的部分内容遭到屏蔽，导致所有观众无法观看该节目的完整内容。2013年9月28日在美國、加拿大各大衛星電視，有綫電視或寬頻電視平台落地的香港台，由于在洛杉矶实行二次发射，因此该频道亦会屏蔽节目预告片来插播当地广告，并会以插播的形式播出当地制作的节目或播出另行外购的剧集。另外，由于香港台播出的《百变真人SHOW》和《娱乐大舞台》，牵涉到版权问题，上述节目在北美地区播出时亦会屏蔽，以当地制作的节目取代，不过北美版播出的内容依然会出现屏蔽节目的预告片。在北美落地之初，香港电台的电视节目亦会遭到屏蔽，由于《两岸大特搜》停播后，该节目时段改以港台节目取代，使得北美观众可以正常收看港台节目。
2014年，因欧洲台、美洲台改为16:9形式，实际将其压缩成4:3形式播出，但插播当地机构代播提供的广告和节目时，则仍然使用4:3形式（近年亦出现由16:9压缩成4:3形式的广告，一些制作年份相对较旧的节目则会四边预留黑色）。此外，美洲台还会由当地分部负责在中国除夕夜香港时间晚上20:00（洛杉矶时间下午17:00）转播中央电视台春节联欢晚会（中途插播凤凰卫视的新闻节目）。
日本版与CCTV大富同时由日本株式会社大富打理，与澳洲版同理，在欧洲台原有基础上由大富公司插播宣传预告片和日本本土广告，凤凰卫视在日本播出的其节目预告同样也会在CCTV大富频道广告时段内出现（大富公司另行制作，通常对外呼号“凤凰卫视518频道”）。

## 主播、主持人及記者
该台的主持人、编辑和記者大多来自中國大陸、小部分來自香港和台湾，大部分主持人精通汉语和英语，而大部分駐香港的記者亦會採用粵語。近年來，該台也開始採用華裔和非華人的記者。

### 主播
| 主播                                                                       | 主播    | 主播    | 主播     | 主播     |
| 普通話                                                                     | 普通話  | 普通話  | 普通話   | 普通話   |
| -------------------------------------------------------------------------- | ------- | ------- | -------- | -------- |
| 簡福疆1a                                                                   | 任韌1a  | 盧琛1a  | 楊舒1a   | 黃橙子1b |
| 郭洋子1b                                                                   | 田桐1b  | 全荃1b  | 饒祥以1b | 姜声扬1b |
| 李科夫1b                                                                   | 王峰2   | 李亞蒨  | 陳淑琬   | 安东     |
| 萬俊                                                                       | 陳錦燕2 | 紀思清2 | 林秀芹4  | 李亚茜4  |
| 李乐乐3                                                                    | 李琳3   | 李源3   | 朱蕾3    | 沈玫綺4  |
| 顧璦妮4                                                                    | 徐乐4   | 赵梦如4 | 戚捷4    | 曾一一4  |
| 林鶴軒2                                                                    |         |         |          |          |
| 粵语                                                                       |         |         |          |          |
| 卓麗雯2                                                                    | 麥景榕2 | 陳冠生2 | 彭紹經2  | 劉紫鳳   |
| 王浩琪2                                                                    | 丁研之4 | 徐志勋4 | 徐乐4    | 梁英志4  |
| 林燕玲2                                                                    | 盧卓瑤2 | 黃迪瑋2 | 黃浩棋2  | 李匡民   |
| 陳錦燕2                                                                    | 紀思清2 | 林鶴軒2 |          |          |
| 1a/1b代表首席／高級主播；2兼任记者；3欧洲台主播；4美洲台、香港台北美版主播 |         |         |          |          |

### 主持人
| 主持人                                                                         | 主持人  | 主持人  | 主持人   | 主持人   |
| 普通話                                                                         | 普通話  | 普通話  | 普通話   | 普通話   |
| ------------------------------------------------------------------------------ | ------- | ------- | -------- | -------- |
| 董嘉耀                                                                         | 朱梓橦2 | 吴小莉  | 尉迟琳嘉 | 艾楚怡   |
| 曾瀞漪                                                                         | 王魯湘  | 许戈辉  | 马家辉   | 胡一虎   |
| 梁茵                                                                           | 黄海波  | 吴韦葶  | 蒋晓峰2  | 李乐乐3  |
| 程治平1                                                                        | 王莹    | 陈鲁豫  | 周瑛琦   |          |
| 田川                                                                           | 沈星    | 李源3   | 李辉1    | 尤志东12 |
| 蔡蕾4                                                                          | 譚瀟也4 | 徐志勋4 | 赵梦如4  | 陸錦儀4  |
| 粵語                                                                           |         |         |          |          |
| 程介南                                                                         | 吳景怡4 | 莫少康4 | 樊玥4    | 程治平1  |
| 1鳳凰視頻原创节目主持人；2兼任记者；3欧洲台主持人；4美洲台、香港台北美版主持人 |         |         |          |          |

### 時事评论员
| 普通話 | 普通話 | 普通話 | 普通話 | 普通話 |
| ------ | ------ | ------ | ------ | ------ |
| 吕宁思 | 何亮亮 | 石齐平 | 程鹤麟 | 朱文辉 |
| 杜平   | 鄭浩   | 李煒   | 庚欣   | 馬鼎盛 |
| 粵語   |        |        |        |        |
| 郭一鳴 | 马家辉 | 馬鼎盛 | 程介南 | 李纯恩 |

### 前任主播、主持人及评论员
- 曹景行[30]
- 杨锦麟
- 赵少康
- 薩文
- 劉慶東
- 吳柯萱
- 曾子墨
- 王若麟
- 周軼君
- 陈文茜
- 陈玉佳
- 刘海若
- 刘珊玲
- 杨爽
- 梁文道
- 闾丘露薇
- 徐昌鵬
- 馬斌
- 窦文涛
- 趙情晴
- 吳辰岑
- 阮次山
- 王晴
- 楊娟
- 白延琴
- 张铁林
- 柯蓝
- 孟广美
- 卜邦贻
- 曹樱
- 严力耕
- 梁冬
- 王菁瑛
- 黄健翔
- 李慧
- 江欣荣
- 张玮娜
- 陈晓楠
- 洪雅芳
- 竹幼婷
- 尹乃菁
- 王瑾瑤
- 張瓊方
- 傅晓田
- 林瑋婕
- 謝亞芳
- 劉芳
- 姜楠（现为《一虎一席谈》幕后）
- 予盈
- 何亦文
- 宋忠平
- 吴学兰
- 邱震海
- 尤芷薇
- 劉亭廷
- 李娃

### 記者
中國大陸、香港特區、澳門：
- 北京：霍偉偉、胡玲、倪曉雯、侯有運、陳琦、楊晰、葉柏健、劉健、劉君竹、王磊
- 吉林：史一博
- 上海：張彤、黃達亮、高悅嘉、葛徑、何超
- 深圳：羅羽鳴、朱家杰、張蕭、張慧、章希、童虎、李庭深、陳睿希、吳之辰、雨丹
- 香港：冼志、林秀芹、金小菲、王金璐、王姝、盧熙文、吳欣純、趙龍、謝進亨、王雨婷、楊愷琰、鄭泳君、徐朴秋
- 澳門：岑慧琪

亞太地區：
- 韓國首爾：金知賢
- 日本東京：李淼、趙睿、蔣文彬、扇畑政勝、楠瀨浩水、大澤大介
- 台灣台北：陈淑琬、藍竟圖、柯志強 等人
- 菲律賓馬尼拉：朱豔芳
- 越南河内：郭方、阮氏兰英
- 馬來西亞吉隆坡：高棉
- 新加坡：劉備
- 印尼雅加達：易衍
- 泰国曼谷：吕元媛、王濤
- 緬甸仰光：楊紹謀
- 巴基斯坦伊斯蘭堡：張霆鋒
- 印度新德里：商敬君
- 澳大利亞悉尼：楊海鷹、劉冉陽

美洲地區：
- 美國紐約：龐哲、江廣富、陳鶯遷、陳菲菲
- 美國華盛頓：李卓君、陳依秋、王冰汝、賴大立、王又又、黃卓、陳令楠、王添翼、白帆
- 美國洛杉磯：郭晶晶、李占清、沙洪汐、楊平俊
- 美國舊金山：劉海平、謝維
- 加拿大溫哥華：祖克勤、戚文峰、滕忠勤、蘇慧文
- 墨西哥墨西哥城：焦美俊
- 巴西里約熱內盧：林卓韻
- 阿根廷布宜諾斯艾利斯：梁冬亞、裘征宇

歐洲地區：
- 法國巴黎：嚴明、柳怡、金亮、李萌薇、姜欣、莫野
- 英國倫敦：曹劼、徐量、張盾、陳勇
- 西班牙馬德里：陳瑩
- 德國柏林：孫謙、吳春慧
- 瑞士日內瓦：張博諦
- 俄羅斯莫斯科：盧宇光、仝瀟華、苑立業、薩維、尹莉、黨思萱、俞金娜
- 烏克蘭基輔：李相、科瓦利

中東地區：
- 伊朗德黑蘭：李睿、鄭凱、穆森
- 埃及開羅：張賀、阿雅
- 敘利亞大馬士革：哈桑阿巴斯、克勞瑟
- 伊拉克巴格達：侯賽因
- 阿拉伯聯合酋長國迪拜：朱明濤、王躍欽
- 也門薩那：瓦什利
- 巴勒斯坦加沙：阿拉絲、蘇萊曼

非洲地區：
- 南非約翰尼斯堡：賽義德
- 肯亞內羅畢：張子竹

## 节目
凤凰卫视播出的节目以新闻、访谈、历史与文化及财经类节目为主。在华人地区，凤凰卫视的节目具有一定的影响力，例如每天四线新闻快车、《鲁豫有约》、《凤凰大视野》等。

## 全球記者駐點
亞洲地區
- 中國大陆：北京、上海、深圳、吉林
- 香港
- 韓國：首爾
- 日本：東京
- 澳大利亞：悉尼
- 印度：新德里
- 菲律賓：馬尼拉
- 新加坡
- 馬來西亞：吉隆坡
- 泰国：曼谷
- 越南：河内
- 緬甸：內比都、仰光
- 巴基斯坦：伊斯蘭堡

歐美地區
- 英國：倫敦
- 法國：巴黎
- 俄羅斯：莫斯科
- 德國：柏林
- 瑞士：日內瓦
- 烏克蘭：基輔
- 美國：華盛頓、紐約、洛杉磯
- 加拿大：溫哥華
- 墨西哥：墨西哥城
- 巴西：里約熱內盧
- 阿根廷：布宜诺斯艾利斯

中東地區
- 伊朗：德黑蘭
- 埃及：開羅
- 敘利亞：大馬士革
- 土耳其：伊斯坦布尔
- 伊拉克：巴格達
- 阿拉伯聯合大公國：迪拜
- 也門：薩那

非洲地區
- 肯尼亞：內羅畢
- 南非：約翰尼斯堡